# Mercursenteret
Mercursenteret er et storcenter i Trondheim, Norge med fokus på mode og livsstil. Mercur har 28 butikker, og mange af koncepterne er Mercur alene om i byen. Dette gælder blandt andet Fretex Unika (nu lukket), Rookie, Bertoni, Mester Grønn, Mamoz, Briz, Zaphari, Wow, Tulla Fischer og Demand and Supply. I tillæg har en del af de mere kendte butikskæder afdelinger i centret. Som det første indkøbscenter i Norge startet centret sin egen blog på deres hjemmeside i efteråret 2008[kilde mangler], og der er i dag ansat bloggere til at vedligeholde den.
Mercursenteret ligger i Midtbyen i krydset mellem Kongens gate og Nordre gate. Det åbnede i efteråret 2000 og i 2004 blev det købt af E.C.Dahls Eiendom som er et selskab i Reitangruppen. E.C. Dahls Eiendom overtog i 2007 også driften af centret, efter at Amfi havde styret Mercur fra åbningen i 2000. Mercur havde en omsætning på ca. 220 mio. NOK i 2007.
Bygningen, som centret ligger i, er bygget i 1863 og og rummede tidligere børs, posthus og telegrafstation. Arkitekterne var Heinrich Ernst Schirmer og Wilhelm von Hanno. Mercursenteret er opkaldt efter guden Merkur fra den romerske mytologi og der findes en statue af denne både inden for od udendørs. Udenfor bygningen står en statue af skøjteløberen og æresborgeren af Trondheim, Hjalmar Andersen.
I 2020 blev Mercurgården ombygget til kontorer med plads til butikker og spisesteder i første etage.